# Англо-Нормандська монархія
Англонормандська монархія (англ. Anglo-Norman Monarchy) або ранньонормандський період — період в історії Англії, що розпочався після нормандського завоювання 1066 року. Зазвичай англонормандський період обмежують часом правління королів Нормандської династії (Вільгельм I, Вільгельм II і Генріх I), а також царюванням Стефана Блуасського. У політичному сенсі англонормандський період іноді продовжують до 1215 року, включаючи до нього епоху Анжуйської імперії до прийняття Великої хартії вольностей.
У період англонормандської монархії було закладено базис англійської держави Високого й Пізнього Середньовіччя, що сполучали англосаксонські елементи з класичною феодальною системою французького зразка. Відбулась кардинальна трансформація соціальної структури, склались прошарки лицарства й залежного селянства. Англонормандська монархія характеризувалась також співіснуванням в рамках однієї держави двох культур — франко-нормандської панівного класу й англосаксонської незнатного населення. Посилення держави й королівської влади у період правління Вільгельма Завойовника та його синів у 1140-х роках змінилось феодальною анархією та громадянською війною 1135—1154 років, що завершились встановленням в Англії династії Плантагенетів. Упродовж більшої частини англонормандської епохи зберігалась Особиста унія між Англійським королівством і Нормандським герцогством. В області зовнішньої політики у цей період почалась активна експансія в Уельсі, що призвела до завоювання значної частини цієї області, загострились відносини з Шотландією й виникло англо-французьке протистояння, що досягло кульмінації у наступні періоди історії.

## Політична історія

### Англія після нормандського завоювання (1071—1087)

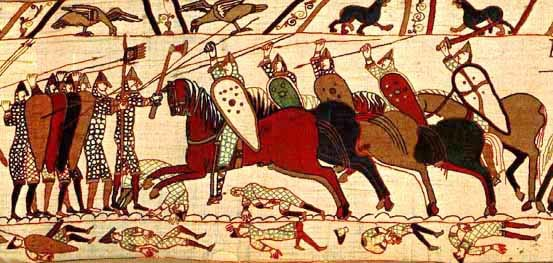
Нормандське завоювання.
Фрагмент килиму з Байо, кінець XI століття

Нормандське завоювання Англії завершилось до 1071 року. Англосаксонська знать була знищена чи емігрувала з країни, їй на зміну прийшли нормандські й інші північнофранцузькі феодали, між якими король Вільгельм I поділив більшу частину території Англії, надаючи землі за умови військової служби. Всією країною було зведено замки й фортеці, що стали опорою влади завойовників та резиденціями нових баронів і королівських чиновників. Були також створені особливі воєнізовані області (палатінати), покликані забезпечувати оборону кордонів (Чешир, Шропшир, пізніше — Дарем). Завдяки системі панцирних ленів та субінфеодалізації Вільгельм Завойовник придбав величезну на ті часи армію, чисельністю близько 5 000 лицарів, не враховуючи легкоозброєних сержантів та селянського ополчення (фірда). Багато в чому завдяки цим факторам після придушення останніх осередків англосаксонського спротиву на острові Ілі у 1071 році й заворушень в Нортумбрії у 1080 році місцеве населення не вживало спроб виступів проти нормандської влади. «Повстання трьох графів», що спалахнуло 1075 року, являло собою вже акт заворушень нової феодальної знаті проти короля й не було підтримано англосаксами.
Вільгельму Завойовнику вдалось створити в Англії сильну централізовану монархію, у якій сполучались елементи англосаксонської державно-правової системи з класичною феодальною воєнізованою соціальною ієрархією. Він встановив особисту залежність всіх баронів та лицарів країни від короля, організувавши 1 серпня 1086 року складання ними омажу й клятви вірності монарху на зібранні у Солсбері. Того самого року було проведено загальний земельний перепис, результати якого лягли в основу «Книги Страшного суду» — безпрецедентного документа, що ретельно описав господарський та демографічний стан Англії під владою Вільгельма I.
У 1070—1080-х роках, зіткнувшись з посиленням антинормандських сил у Франції (графи Анжу й Фландрії, король Філіп I), Вільгельм Завойовник був змушений надовго залишати Англію, захищаючи свої континентальні володіння. Положення ускладнювали періодичні заколоти його старшого сина Роберта Куртгеза, що прагнув здобути владу в Нормандії. На період відсутності короля управління Англією здійснювали його найближчі соратники Одо, єпископ Байо, Ланфранк, архієпископ Кентерберійський, Жоффруа, єпископ Кутанса. Під час однієї з таких поїздок до Нормандії, 9 вересня 1087 року Вільгельм Завойовник несподівано помер. Перед смертю він заповів престол Англії своєму другому сину Вільгельму II Руфусу, тоді як Нормандія перейшла відповідно до французького спадкового права старшому сину Роберту Куртгезу.

### Боротьба за Нормандію (1087—1100)

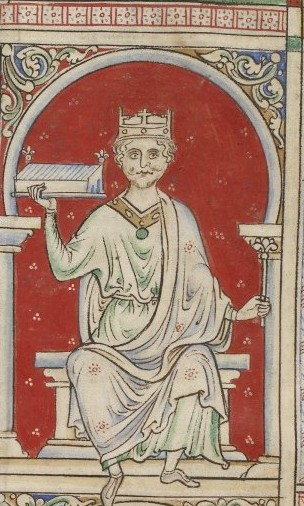
Вільгельм II Рудий

Розділення англонормандської монархії по смерті Вільгельма Завойовника спричинило, з одного боку, невдоволення баронів, що володіли землями обома берегами Ла-Маншу, а з іншого — поставив у центр зовнішньої політики як Англії, так і Нормандії питання відновлення єдності. У 1088 році в Англії спалахнуло велике повстання англонормандської аристократії на чолі з Одо, єпископом Байо, з метою усунення короля Вільгельма II та зведення на англійський престол Роберта Куртгьоза. Лише підтримка церкви й англосаксонського населення країни забезпечили перемогу короля. Невдовзі феодальна анархія й різке послаблення герцогської влади в Нормандії надали Вільгельму II можливість відновити єдність спадкових володінь. У 1091 році він здійснив похід до Нормандії і змусив Куртгьоза поступитись йому правобережжям Сени та, ймовірно, Котантеном. У 1094 році Вільгельм знову висадився в Нормандії, але цього разу на допомогу Куртгьозу прийшов французький король Філіп I, а заколот Роберта де Мобрея змусив Вільгельма повернутись до Англії. Тим не менше, у 1096 році Нормандія була передана англійському королю під заклад погашення позики, отриманої Куртгезом на фінансування його участі у Першому хрестовому поході. Перехід Нормандії під владу Вільгельма II дозволив відновити централізовану державну адміністрацію у герцогстві й посилити владу короля, однак вжиті в останні роки життя Вільгельма завойовницькі експедиції у Мен і Вексен успіху не мали.

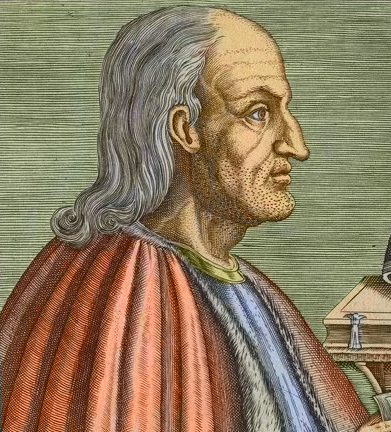
Ансельм Кентерберійський

Правління Вільгельма II Руфуса в Англії характеризувалось поступовим зростанням деспотизму королівської влади, різким посиленням податкового навантаження на населення шляхом розширення практики стягнення «данських грошей», введення щитового збору та штучного збільшення рельєфів й інших платежів феодального характеру. Особливо сильні хвилювання спричинили заходи короля із вилучення прибутків церкви: пости єпископів та абатів тривалий час не заміщались, що дозволяло Вільгельму присвоювати надходження з земель єпископств і монастирів. Ця політика, а також протиріччя з питання про королівських прерогатив стосовно визнання папи римського, спричинила гострий конфлікт Вільгельма II з Ансельмом, архієпископом Кентерберійським, в результаті якого 1097 року архієпископ був змушений залишити Англію. Хоч король своїми репресіями налаштував проти себе значну частину англонормандської аристократії й духовенства, йому вдалось значно посилити центральну владу в Англії й забезпечити спокій у державі. Тим не менше, 2 серпня 1100 року Вільгельм II був убитий на полюванні, за офіційною версією, випадково. В Англії його наступником став молодший брат Генріх I Боклерк, а Нормандія знову опинилась під владою Роберта Куртгьоза.

### Правління Генріха I (1100—1135)

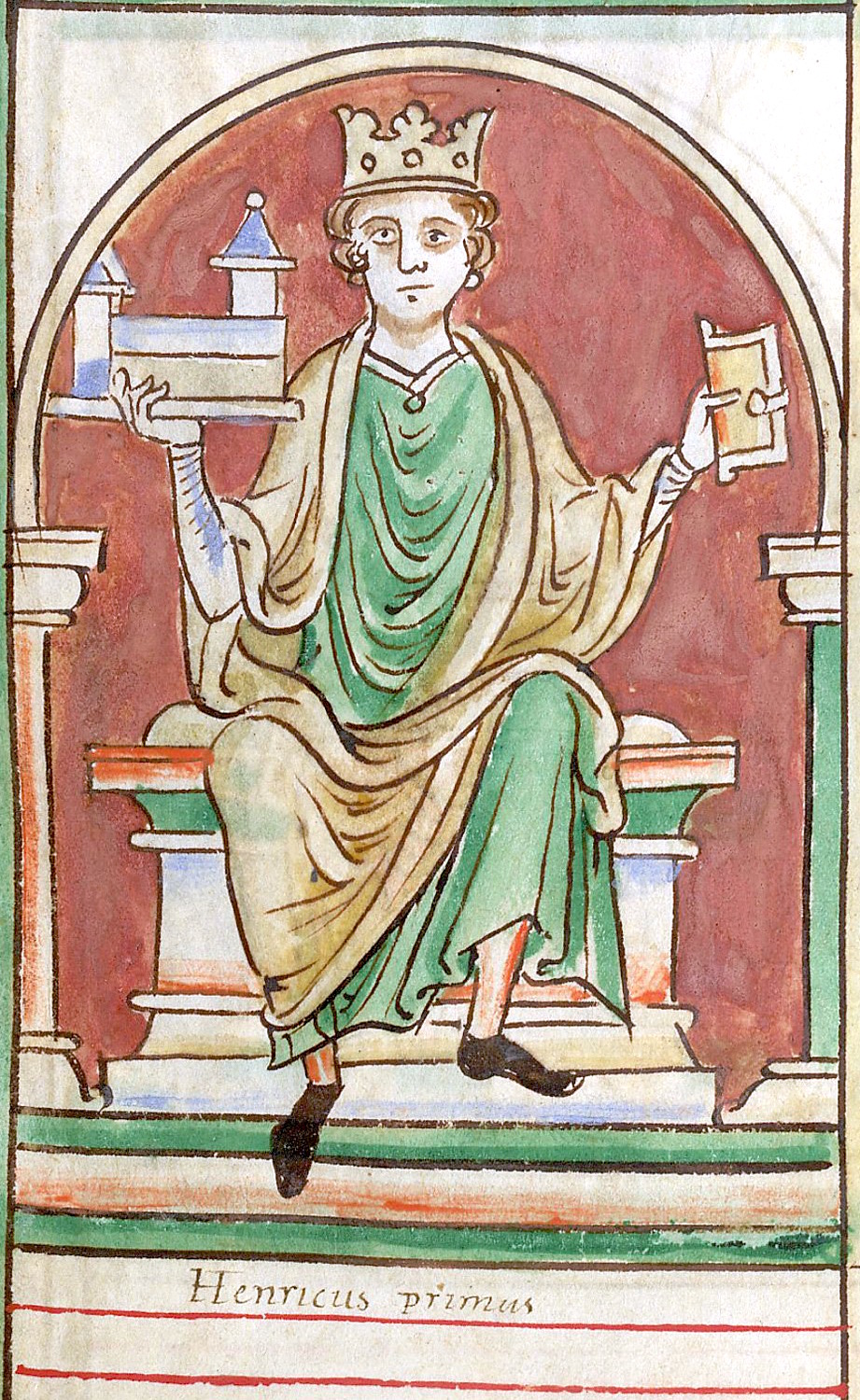
Генріх I Боклерк

Генріх I став першим англійським монархом, що підписав під час своєї коронації хартію вольностей, яка поклала на королівську владу певні зобов'язання стосовно аристократії й духовенства. Одруженням з Матильдою Шотландською, онукою англосаксонського короля Едмунда Залізнобокого, він забезпечив легітимізацію своїх прав на англійський престол й залучив на свій бік значну частину англосаксонського населення країни. Підтримка англосаксів дозволила королю придушити заколот англонормандських баронів, що спалахнув 1101 року, на чолі якого став Роберт Куртгьоз. Інтервенція останнього спровокувала розрив стосунків між Англією та Нормандією й серію вторгнень Генріха I на територію Нормандського герцогства. У битві при Таншбре 28 вересня 1106 року англійські війська розгромили нормандську армію та захопили у полон герцога Роберта. В результаті Нормандія була завойована, а єдність англонормандської монархії часів Вільгельма Завойовника відновлено.
Тим не менше, упродовж всього правління Генріха I в Нормандії періодично спалахували заколоти місцевої аристократії, невдоволеної жорсткою політикою короля в герцогстві. Ці повстання знаходили підтримку у правителів сусідніх держав — короля Франції й графа Анжуйського, які остерігались надмірного посилення англонормандської монархії в регіоні. Генріх I був змушений тривалий час перебувати в Нормандії, придушуючи заколоти та відбиваючи вторгнення французького короля Людовіка VI. В цілому, завдяки вдалій дипломатичній політиці (союз зі Священною Римською імперією, підтримка папства й династичні шлюби з Анжуйським домом), а також військовим успіхам (битва під Бремюлем 1119 року), становище в Нормандії до кінця правління Генріха I стабілізувалось.
На початку правління Генріха I в Англії розгорілась боротьба за інвеституру, спричинена відмовою архієпископа Ансельма визнати право короля на світська інвеституру єпископів та втручання світської влади у процес виборів церковних ієрархів в Англії. Позиція Ансельма отримала підтримку папи, й король опинився під загрозою відлучення від церкви. Конфлікт розв'язався 1107 року, коли Генріх I погодився відмовитись від світської інвеститури, замість чого було визнано право короля вимагати омажу від обраних єпископів та абатів та збережено інші важелі впливу королівської влади на процес виборів. В галузі внутрішньої політики царювання Генріха I стало періодом посилення державної влади і здійснення важливих адміністративних реформ. Було упорядковано систему королівської адміністрації, сформувались перші спеціалізовані органи центрального управління (Казначейство, Палата шахівниці, Королівська курія), посилено контроль над судово-адміністративними органами у графствах, розширено застосування суду присяжних. Провідним радником короля й фактичним керівником його адміністрації упродовж тривалого часу був Роджер, єпископ Солсбері.
Наприкінці правління Генріха I різко загострилась проблема спадкування престолу англонормандської монархії. Єдиний законний син короля Вільгельм загинув 1120 року у корабельній катастрофі. У 1127 році Генріх I оголосив своєю спадкоємицею дочку Матильду, вдову імператора Генріха V. Однак значна частина англонормандських баронів була невдоволена перспективою вступу на престол жінки, тим більше після шлюбу Матильди з Жоффруа Плантагенетом, главою ворожого Нормандії Анжуйського дому.

### Анархія (1135—1154)
Обрання англійським королем 1135 року Стефана Блуаського було оскаржено прибічниками імператриці Матильди, дочки Генріха I. Аристократія країни розділилась на два ворожих табори та близько двох десятиліть вела міжусобну війну, ускладнену агресією з боку Шотландії й Анжуйського графства. Боротьба завершилась 1153 року, коли король Стефан визнав своїм спадкоємцем сина Матильди Генріха Плантагенета, який наступного року вступив на англійський престол і заснував династію Плантагенетів. В англійській історіографії цей період відомий під назвою «Анархія» (англ. the Anarchy).

### Експансія в Уельсі і стосунки з Шотландією

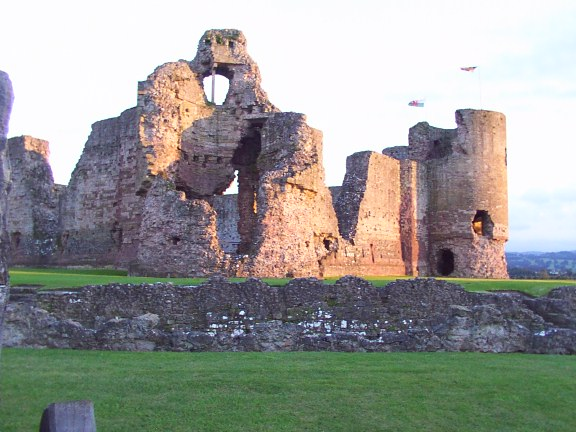
Руїни замку Рудлан,
північно-східний Уельс

Невдовзі після нормандського завоювання король Вільгельм I створив на кордоні з Уельсом систему особливих воєнізованих адміністративних одиниць — марок, до завдання яких входила організація оборони від можливої агресії з боку валлійських князівств. У 1081 році Вільгельм здійснив похід до Південного Уельсу, результатом якого стало визнання валлійськими правителями верховної влади короля Англії та закріплення кордонів, що існували. Однак вже у другій половині 1070-х почалось поступове проникнення нормандських баронів прикордонних областей на територію Уельсу. Одним з перших лідерів цієї експансії став Роберт Рудланський, який до кінця 1070-х років власними силами завоював північно-східну частину Уельсу до річки Конві, а 1081 року, полонивши короля Гвінету, почав контролювати увесь Північний Уельс. Послаблення королівської влади в Англії після смерті Вільгельма Завойовника у 1087 році дало поштовх до активізації дій нормандських феодалів валлійського прикордонного району. До кінця 1093 року були знищені валлійські королівства Бріхейніог, Гвент і Морганнуг, а вся територія південно-східного Уельсу і крайній південний захід (Пембрукшир) були завойовані англонормандськими баронами. На захопленій території було зведено цілу систему замків (Рудлан, Дегануї, Монтгомері, Брекон, Кардіфф, Кардіган, Пембрук тощо), які стали опорними пунктами нормандської влади в регіоні.
У 1094 році в Уельсі спалахнуло повстання проти англонормандських загарбників. Валлійцям вдалось відновити незалежність Гвинету та звільнити північну частину Уельсу. Нові вторгнення нормандських баронів на цю територію в 1095, 1097 та 1098 роках було відбито. Експедиція Генріха I 1114 року також не дала результату: хоча король Гвінету визнав сюзеренітет Англії, нормандці були змушені піти з Північного Уельсу. У Південному Уельсі ситуація була сприятливішою: повстання до початку XII століття зійшло нанівець, нормандська експансія відновилась, Кередігіон, Говер й частина Кармартенширу потрапили під владу ангонормандських баронів. В результаті до 1135 року майже вся територія Південного Уельсу була завойована. Однак громадянська війна в Англії дозволила валлійцям знову перейти в наступ. Нормандські барони були вигнані з внутрішніх областей Уельсу, й до 1154 року англонормандська влада збереглась лише у Пембрукширі, Гламоргані, Говері й кількох регіонах східного Уельсу.
В результаті нормандського завоювання Англії значна частина англосаксонської аристократії знайшла притулок у Шотландії. Шотландський король Малколм III, одружившись із сестрою Едгара Етелінга, встав на бік англосаксів та неодноразово здійснював набіги на північноанглійські землі. Експедиції Вільгельма I та Вільгельма II у відповідь 1072, 1080 й 1091 років не призвели до стабілізації кордону. Лише 1092 року англійським військам вдалось захопити Карлайл і закріпитись у Камберленді. Послаблення шотландської держави після смерті Малколма III у 1093 році дозволило нормандцям перейти в наступ: у 1097 році за підтримки військ Вільгельма II до влади у Шотландії прийшов проанглійськи налаштований король Едгар. За його правління почалось англо-шотландське зближення, що досягло своєї кульмінації за Давида I (1124—1153). Давид I реформував державну систему Шотландії на англійський феодальний зразок й залучив до себе на службу велику кількість англонормандських родів, які отримали земельні володіння в Шотландії (Брюси, Стюарти, Коміни й ін.). Це не завадило йому, однак, одразу після смерті Генріха I здійснити кілька грабіжницьких рейдів на територію Англії, виступаючи на підтримку імператриці Матильди. Хоч у «битві Штандартів» 1138 року шотландські війська були розбиті, Давиду I вдалось змусити англійського короля поступитись йому Нортумберлендом, Камберлендом й великими володіннями у Середній Англії.

## Система управління
В результаті нормандського завоювання в Англії сформувався панівний клас французького походження, що протистояв масі селян-англосаксів. Соціальна структура й поземельні відносини були перебудовані за зразком класичного феодального суспільства. Влада завойовників первинно підтримувалась виключно військовими силами, що визначило воєнізований характер англо-нормандської монархії. У той самий час, англосаксонські традиції державності не були забуті й активно використовувались для посилення королівської влади й централізації країни.

### Король
У період правління Нормандської династії влада короля набула практично абсолютного характеру, заснованого на принципі її божественного походження. Король спирався не лише на досить вузьке коло баронів, але й на значну кількість дрібних лицарів, що утримували свої землі від баронів, які 1086 року склали омаж і клятву вірності Вільгельму Завойовнику, а також на королівських сержантів — служилих невійськових людей, наділених королем земельними ділянками. Така широка соціальна база королівської влади в Англії різко контрастувала із ситуацією у Франції, де король був повновладним володарем лише у власному королівському домені.
Династичний принцип спадкування старшим сином, однак, у цей період ще не склався. Майбутній монарх мав походити з королівського дому, бути обраним на цей пост попереднім королем, отримати схвалення вищої аристократії й народу (останнє — суто формально), а також пройти процедуру коронації, в результаті якої він ставав намісником Бога в королівстві й набував сакральної влади над підданими. Повноваження короля поширювались і на англійську церкву, що у період посилення папства в результаті григоріанської реформи призводило до тривалих конфліктів між світською й церковною владою в англо-нормандській монархії. Під час коронації король складав клятву додержуватись і оберігати права та звичаї своїх підданих й підтримувати мир і справедливість у країні. З часів Генріха I під тиском баронів та єпископів під час коронації королі стали підписувати хартії вольностей, що покладали певні обмеження на абсолютну владу монарха в інтересах аристократії. Іншим механізмом впливу нормандської еліти на політику короля була Велика королівська рада, у якій брала участь вся світська й духовна аристократія країни. Однак ці обмеження в англонормандський період були мінімальними. Вся влада в країні продовжувала залишатись в руках монарха, який особисто займався управлінням королівства, призначав всіх посадових осіб та єпископів, визначав зовнішню політику, починав і припиняв війни й командував армією.

### Центральна адміністрація
У цей період постійної столиці в Англії ще не існувало. Король переміщувався країною разом зі своїм двором та адміністрацією. Королівська адміністрація первинно не мала чіткого розподілу на відомства та являла собою єдиний комплекс радників і служилих людей короля. Вищими державними посадами були канцлер, відповідальний за діловодство короля, стюард — керував королівським господарством, камергер, спостерігав за королівським покоєм, його одежею та скарбницею, дворецький, відповідальний за забезпечення короля вином і фруктами, констебль - спостерігав за конюшнями, псарнями й іншими зовнішніми службами короля, якому також підпорядковувався маршал, що займався підтриманням порядку при дворі. Кожна з цих посадових осіб мала у своєму розпорядженні численний штат слуг, які відповідали за ту чи іншу сферу обслуговування короля. Першими інститутами, що виокремились із загальної системи управління королівським двором, стало казначейство, яке завідувало збиранням державних прибутків, було розташовано у Вінчестері, й палата шахової дошки, де здійснювалась перевірка рахунків шерифів графств та інших чиновників короля, які відповідали за збирання й витрачання фінансових надходжень, розміщувалась у Вестмінстері .
Найважливішим органом центрального управління була королівська курія (лат. Curia regis) — особиста рада короля, до складу якої входили найбільші магнати й вищі посадові особи двору. Курія мала нарадові функції й допомагала королю у поточному управлінні країною. Окремі департаменти ще не склались, і курія одночасно здійснювала судові, фіскальні й адміністративні повноваження. Розширений склад курії — Велика королівська рада, правонаступниця англосаксонського вітенагемота, — скликалась три рази на рік для обговорення найважливіших питань державного життя та включала всіх баронів, єпископів та абатів королівства.

### Місцеве управління
Центральне місце в системі місцевого управління посів шериф. Англосаксонські ерлы були позбавлені адміністративних функцій, що сконцентрувались в руках шерифів. Вони очолювали фіскальну, адміністративну та військову організацію англійських графств й головували на судах графства. Два рази на рік шериф звітував про прибутки, зібрані з населення, та здійснені видатки перед Палатою шахової дошки. Первинно шерифи призначались із середовища місцевих баронів й були великими територіальними магнатами, однак починаючи з правління Генріха I, вони стали обиратись з осіб скромнішого походження й технічних спеціалістів центральних органів влади й перетворились на чиновників, що перебували під повним контролем короля. Цей процес ще не став безповоротним: за Стефана Блуаського великі магнати знову набули панівного впливу у структурах місцевого врядування.
Система адміністративно-територіального поділу (графства, сотні) після нормандського завоювання залишилась сталою. Генріх I видав спеціальний указ, за яким судові колегії графств і сотень мали збиратись у тих самих місцях, що й за Едуарда Сповідника.

### Судова система. Законодавство
У цей період судова система Англії майже не змінилась. Її основою залишались судові зібрання сотень і графств. Окрім місцевих лицарів та чиновників короля у них брали участь старости та найповажніші представники вільних селян кожного села. Збереглось і почало розширюватись застосування журі присяжних під час розслідування злочинів і встановлення фактів, що мали юридичне значення. Продовжував існувати принцип кругової поруки для жителів села: село відповідало за схоплення злочинця, а якщо його не було встановлено або він втік, штраф лягав на всіх членів громади. В англонормандський період цей принцип було посилено введенням інституту солідарної відповідальності членів десятин (так звана система вільного поручительства; англ. frankpledge): все населення (окрім феодалів, духовенства й фригольдерів) було розбито на групи по 10-12 чоловік (десятини; англ. tithing), зобов’язаних під загрозою сплати штрафу забезпечити упіймання й передачу до суду члена своєї групи, який скоїв злочин.
Зі структури судів загального права були виділені баронські маноріальні суди: феодали здобули право судового імунітету та юрисдикції над підлеглими селянами. Маноріальний суд очолювався сеньйором маєтку і розглядав різного роду земельні суперечки, питання неналежного виконання феодальних зобов’язань вілланами та дрібні карні злочини. Судова юрисдикція феодала поширювалась не лише на особисто залежних селян, але й у деяких випадках на вільних землевласників округи. Королівська влада практично не втручалась до маноріального судочинства, визнавши виняткове право феодала на здійснення правосуддя на території його володінь.
Вищим судовим органом Англії був суд короля. В англонормандський період ця інституція ще не склалась як самостійний заклад і являла собою засідання королівської курії із судових питань. Король, пересуваючись країною, здійснював правосуддя у карних, земельних та цивільних справах, а також злочинах проти корони. За Генріха I виникли роз'їзні суди, які здійснювали королівське правосуддя на території одного чи кількох графств, що поступово узурпували більшу частину юрисдикції традиційних судових колегій графств. Розв’язання фінансових та деяких видів земельних суперечок баронів і лицарів було сконцентровано у палаті шахової дошки.
У сфері кримінального права найважливішою з небагатьох новацій англонормандського періоду стало введення штрафу за убивство (лат. murdrum), що стягувався із жителів сотні у разі невстановлення злочинця (10—20 марок на початку XII століття). Іншою новацією нормандського походження була інституція судового двобою як способу доказу неповинності, який, однак, не прижився в Англії. Окрім судового двобою в англонормандський період застосовувались й інші примітивні способи визначення вини підозрюваного: випробування холодною водою для чоловіків й розпеченим залізом для жінок. Покарання також були жорстокими й мали архаїчний характер «помсти»: за убивство належало повішання, за зґвалтування — кастрація, за підпал — спалювання на вогнищі, а за лжесвідчення — відрізання язика. Смертна кара була скасована Вільгельмом Завойовником, однак згодом відновлена Генріхом I. У період правління Нормандської династії склалась особлива галузь лісового права, що характеризувалась вкрай жорстокими санкціями за збиток, завданий рослинності й тваринному світові королівських лісів, пік розвитку якої припав на період «Анжуйської імперії».
На відміну від англосаксонських монархів королі Нормандської династії не займались кодифікацією законодавства й рідко видавали закони. Загальним принципом було збереження звичаїв, що діяли в епоху Едуарда Сповідника. Замість цього виникла система судових наказів (англ. writ) короля, за допомогою яких монарх регулював правові відносини в країні. Ці накази дозволяли учасникам судових тяжб апелювати до королівських судів, що розмивало юрисдикцію судів сотень та маноріальних курій, а також сприяло формуванню централізованої судової системи та єдиного загального права Англії.

### Фінансова система
Як розрахункові грошові одиниці використовувались фунт стерлінгів, марка, шилінг і пені, однак карбувались лише монети одного виду — срібні пенні. Якість карбування монет залишалась низькою, а вміст срібла у монеті та її реальна вартість були вкрай нестабільними. Це змушувало переплавляти монети після їх надходження до казни. З англосаксонської епохи зберігалась децентралізована система карбування: наприкінці XI століття монети виготовлялись у 50-60 містах Англії.
Монархи Нормандської династії також успадкували від своїх англосаксонських попередників добре розвинену фінансову систему, яку вони доповнили традиційними феодальними джерелами грошових надходжень. Найбільшого значення мали такі прибутки королівської казни:
- рента з графств (прибутки від земель королівського домену і традиційних прав короля на території кожного графства). З часів завоювання король утримував за собою близько сьомої частини земельних володінь Англії, прибутковість яких становила понад 50 % сукупної прибутковості земель всіх баронів Англії [2].;
- прибутки від тимчасово вакантних єпископств та абатств;
- феодальні платежі: рельєф, право опіки, платежі за дозвіл на шлюб, грошова «допомога» в особливих випадках;
- щитовий збір на фінансування військових видатків (з XII століття);
- «данські гроші» — загальний поземельний податок, що зберігся з англосаксонської епохи;
- талья — податок на майно містян, євреїв і селян королівського домену;
- торговий податок, що стягувався під час здійснення будь-яких оборудок, а також під час перетинання мостів і королівських доріг;
- плата за підтвердження королями хартій та привілеїв окремим баронам чи містам (з часів правління Стефана Блуаського);
- численні прибутки від судочинства, включаючи штрафи, платежі за подачу позову до королівського суду, за видачу королівського наказу чи право використання суду присяжних для підтвердження своїх прав чи тверджень. Особливе місце посідали прибутки від королівських лісів.

Вищими органами фінансової адміністрації були Казначейство у Вінчестері, де накопичувались грошові кошти й скарби короля, і Палата шахової дошки у Вестмінстері, яка контролювала фінансові надходження від шерифів та інших королівських чиновників й виконувала функції вищого суду у фіскальних питаннях.

## Соціальна структура

### Лицарство

Священик, лицар і селянин.
Ілюстрація до середньовічного манускрипту

Одним з найважливіших наслідків нормандського завоювання стало формування панівного феодального класу лицарів. Вищий прошарок цього стану складали барони, власники великих земельних володінь, які вони отримували безпосередньо від короля. Кожен з баронів мав свій власний двір і лицарів й володів судовим та адміністративним імунітетом на території своїх земель. Вся система панівного класу мала яскраво виражений військовий характер: Вільгельм Завойовник надавав землі своїм прибічникам під зобов’язання виставляти певний контингент збройних лицарів до королівської армії. Це призвело до формування інституції «панцирних ленів», що стала базовим елементом системи поземельних відносин в англонормандській монархії . Для виконання військової повинності перед королем барони або утримували за свої кошти дрібних лицарів, або передавали їм частину своїх земель у лен (процес субінфеодалізації). В результаті склалась феодальна ієрархія, заснована на васально-ленних відносинах.
Лицарі баронів і короля складали ядро збройних сил англонормандської монархії. Їхня чисельність не була значною: не більше 6 000 — 7 000 чоловік. Кожен лицар був зобов’язаний за свій кошт та з власним спорядженням й озброєнням служити у королівській армії певну кількість днів (зазвичай, 40 днів у період миру, 2 місяці під час війни). Уразі триваліших воєнних кампаній утримання лицарів сплачувалось королем. Окрім служби у королівському війську лицарі були зобов’язані нести гарнізонну службу в англійських замках та фортецях. Вже за часів Вільгельма II та Генріха I труднощі у збиранні лицарського ополчення призвели до виникнення практики заміни військового обов’язку феодалів сплатою грошової компенсації королю (щитовий збір).
Стан лицарів, незважаючи на сильну майнову диференціацію (від могутніх баронів до дрібних лицарів, що володіли ділянками у кілька гайд), мав соціальну та культурну єдність. В Англії, за французьким зразком, сформувалась особлива лицарська культура з власним кодексом поведінки, ритуалом посвяти у лицарі, геральдикою й традицією лицарських турнірів. Останні у цей період ще зберігали жорстокий бойовий характер й поки не перетворились на куртуазні двобої на честь прекрасної дами.
Окрім військового обов’язку лицарі досить рано стали відігравати суттєву роль в управлінні графств, ставали шерифами й іншими посадовими особами місцевої адміністрації й суду, перетворюючись на дворянство графств. Наймогутніші представники верхівки лицарського стану отримували від королів титули графів, формуючи шар спадкової титулованої аристократії (перство). На відміну від Франції та Німеччини, графи англонормандської монархії були більше залежними від короля: вони займали свої посади у місцевій адміністрації від короля й не мали компактних земельних володінь.
Особливий соціальний прошарок англонормандського суспільства складали королівські сержанти — утримувачі земельних ділянок під умовою несення тієї чи іншої служби королю (сержантерії). Це могла бути як допоміжна військова служба, так і робота у королівській адміністрації, при дворі, на королівських манорах, чи виконання певних церемоніальних функцій під час коронації.

### Селянство

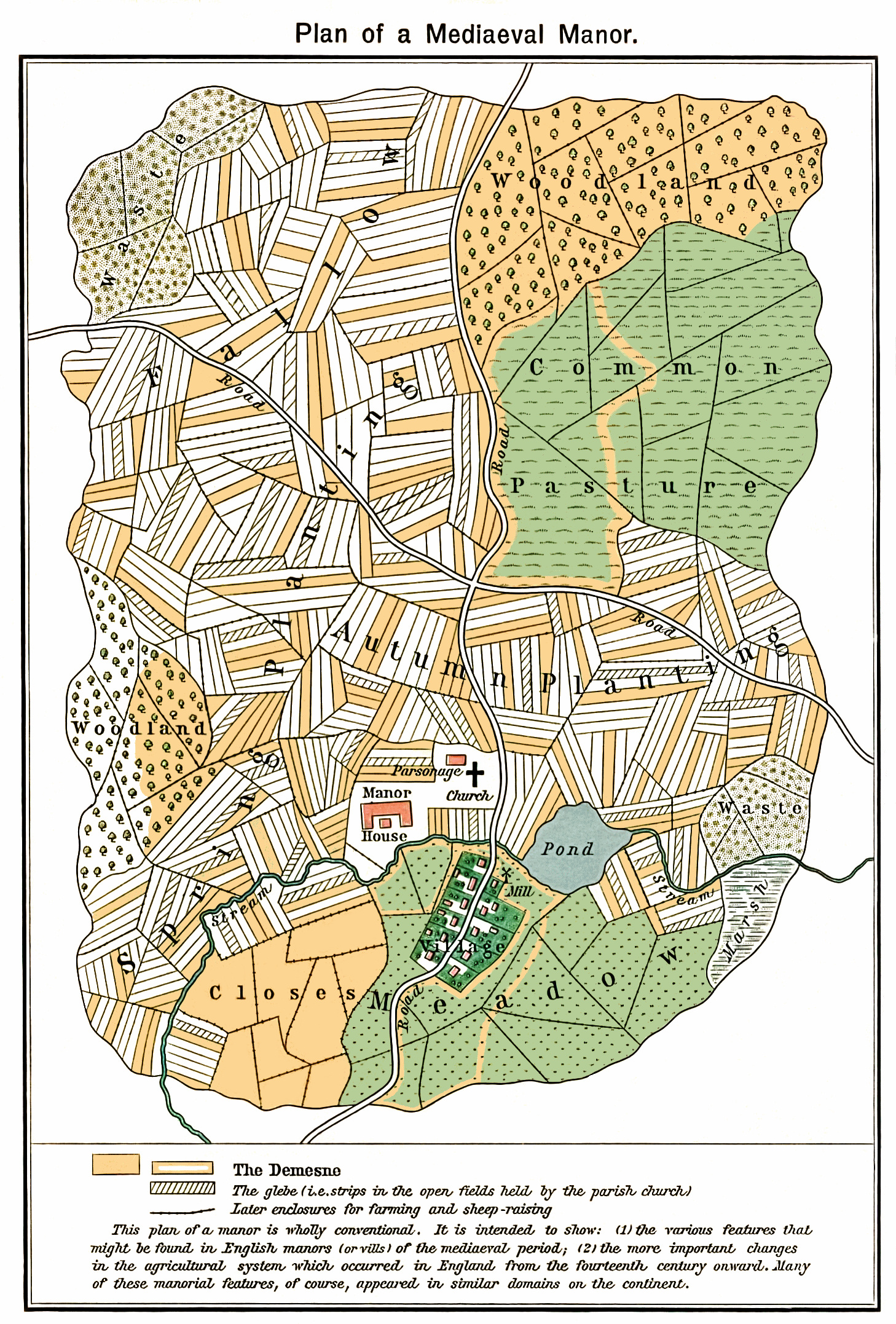
Приблизний план англійського манору

Загальна кількість населення Англії наприкінці XI століття, за даними Книги Страшного суду, не перевищувала 2,5 мільйонів чоловік. Переважна більшість з них належала до селянського стану. Базовою одиницею економіки англонормандської Англії був манор, що складався з маєтку феодала й села, де проживали вільні й залежні селяни, що обробляли доменіальні землі сеньйора. Нормандське завоювання прискорило процес закріпачення селянства, що вів до злиття різних груп залежного та напіввільного сільського населення до суспільного прошарку вілланів. Віллани перебували у судовій владі свого сеньйора, були зобов’язані нести панські повинності на його землях (теоретично необмежені, але зазвичай 2-4 дні на тиждень), а також сплачувати різного роду феодальні платежі (оброк, геріот, меркет, плата за користування млином, пекарнею й випас худоби). За Генріха I віллани втратили право на судовий захист у судах загального права, опинившись цілковито під владою юрисдикції маноріальних судів феодалів. В англонормандський період процес утворення єдиної категорії залежного селянства ще не завершився: окрім вілланів існували окремі прошарки бордаріїв, коттаріїв та деяких інших, що відрізнялись обсягом зобов’язань відносно сеньйора та розміром земельних наділів. На початку XII століття почалась поступова комутація повинностей селян у грошову ренту.
Хоча більшість селян перебувала у тій чи іншій формі залежності від феодалів, в Англії продовжував існувати досить значний шар вільних землевласників — фригольдерів та близьких до них за статусом сокменів. Особливо сильними були позиції вільного селянства в областях Данелагу й Кенті. У Лінкольнширі, наприклад, доля сокменів становила понад 50 % сільського населення графства. Шар рабів, який зберігся з англосаксонських часів, поступово відмирав та зливався із залежним селянством.

### Містяни
Хоч у цей період міста ще зберігали напіваграрний характер, саме у цей час почався їхній бурхливий розвиток: зростали торговельні обороти, збільшувалась кількість населення старих міст, засновувались нові бурги. Жителі міст були особисто вільними й могли вільно розпоряджатись власним майном. Віллан-утікач, що прожив у місті рік і один день, отримував свободу. Головним заняттям містян була торгівля. Всі чи практично всі жителі кожного міста об’єднувались у торговій гільдії — соціальній організації містян, що регулювала питання торгівлі та громадського життя у місті й мала власні судові органи й фінансові кошти. Члени гільдії були звільнені від сплати податку на торгові операції на території міста. Конкретний обсяг привілеїв містян залежав від хартії, дарованої місту монархом чи бароном. Деякі центри отримували право на неоподатковану торгівлю у всій Англії й заморських володіннях короля.
Панівні позиції у країні посідав Лондон — єдине дійсно велике місто Англії, яке щаслив уникло розграбувань нормандського завоювання. . Однак міста ще не отримали прав самоврядування: вони управлялись шерифами, яких призначав король, та які контролювали адміністрацію й судову систему міст, а також стягували до королівської казни грошову ренту. Міста, за винятком Лондона, підпорядковувались органам управління графств. За Генріха I почався процес викупу містами прав автономії, передусім права самостійного збирання податків та сплати їх безпосередньо до королівської казни. Однак розвиток цього процесу був нерівномірним: якщо Генріх I заохочував розширення міського самоврядування, то його наступник Стефан активно передавав міста у владу баронів, ліквідуючи їхню самостійність. Лондон отримав хартію вольностей від короля Генріха I, що надала його жителям свободу від сплати «данських грошей», право безподаткової торгівлі на всій території Англії, а також право обрання власного шерифа й верховного судді. У 1141 році для захисту цих привілеїв лондонцями було започатковано збройну організацію за типом комун континентальної Європи, але невдовзі Стефан Блуаський скасував ці привілеї й передав пост шерифа у володіння Жоффруа де Мандевіля, спадкового констебля Тауера.

## Економічний розвиток
Основою економіки Англії у цей період залишалось зернове господарство. Головними сільськогосподарськими культурами були жито й пшениця. Також вирощувались ячмінь, овес, бобові. Обробка землі здійснювалась, головним чином, в рамках системи відкритих полів, за якої кожен селянин володів певною кількістю неогороджених смуг на території поля, що оброблялось спільними зусиллями всіх селян села. Переважним способом засівання було трипілля. Продуктивність землеробства залишалась досить низькою, вирощене зерно майже не надходило на ринок, споживалось майже цілком на місці виробництва (натуральне господарство). Середній розмір селянського наділу рідко перевищував віргату. Скотарство перебувало на другому плані в економіці країни. За випас домашньої худоби (свиней, корів, овець) на пасовищах та у лісах селяни сплачували спеціальний збір (паннаж). Особливу роль в англонормандський період почало відігравати вівчарство, що забезпечувало значне підвищення прибутковості як селянських, так і панських господарств завдяки неухильному зростанню внутрішнього й міжнародного попиту на вовну.
Хоча у римську епоху з Британії активно вивозилось кам'яне вугілля, в англосаксонський та англонормандський періоди про його видобуток відомостей немає. Залізні копальні почали відновлюватись раніше. У XII столітті центром залізоплавильного виробництва став Глостершир. Суттєве значення також мала розробка родовища свинцю й срібла у Камберленді й Дербіширі, а також олова у Девоні й Корнуоллі. Англійське олово з успіхом експортувалась за межі країни (в Нідерланди й Кельн) та слугувало важливим джерелом наповнення королівської казни. У Стаффордширі існувало досить розвинене виробництво кераміки. Однак найбільшого значення для економіки країни мало вироблення вовни. Вівчарство, орієнтоване на виробництво вовни, з XI століття почало активно розвиватись у церковних володіннях (передусім на землях цистерціанців і премонстрантів), а потім широко поширилось всією Англією. Шерсть, головним чином, вивозилась на ткацькі підприємства Фландрії, хоч і в самій Англії існувало досить успішне вовноткацьке виробництво. Саме у текстильній промисловості у період правління Генріха I склались перші англійські ремісничі цехи, найсильнішими з яких були ткацькі цехи Лондона й Лінкольна, а продукція ткачів Стемфорда набула європейської відомості (вовняна тканина станфорт).
Внутрішня торгівля наприкінці XI — першій половині XII століття тільки починала свій підйом. Істотною перепоною для її розвитку був податок на торгові операції (англ. toll), що стягувався у місцях торгівлі, на мостах, дорогах та при будь-яких оборутках. Звільнення від сплати цього податку на своїй території стало однією з головних цілей комунального руху англійських міст. Іншим фактором, що стримував торговий розвиток, був поганий стан шляхів сполучення: для пересування країною, в основному, використовувались дороги римської епохи або річки. Однак головною перепоною була вузькість внутрішнього ринку за панування натурального господарства. В англонормандську епоху звичайним торговим днем була неділя. Кілька разів на рік проводились великі ярмарки, на які збирались купці з різних куточків Англії та з інших країн. Ярмарки мали власні судові органи й приносили суттєвий прибуток їх власникам (зазвичай, релігійним закладам).
Зовнішня торгівля розвивалась у кількох напрямках. Незважаючи на нормандське завоювання, у XII столітті продовжували відігравати велику роль торгові відносини зі Скандинавією: туди вивозилось зерно, а ввозився, головним чином, корабельний ліс. Данці, за старовинною традицією, користувались правом свободи торгівлі в Англії, однак до середини XII століття вони стали витіснятись із Лондона та інших торговельних центрів німцями, під контроль яких перейшла також важлива торгівля Хутром з Балтійськими країнами. Особливе значення мав торговий шлях Рейном і Дунаєм в Константинополь, яким до Англії потрапляли золоті та срібні прикраси, коштовне каміння, тонка тканина й вишуканий одяг з Візантії й Німеччини. Однак на перший план вийшла торгівля з Фландрією: Англія перетворилась на головного постачальника вовни для ткацьких підприємств Фландрії, що забезпечували текстильними товарами всю Європу. Об’єднання обох берегів Ла-Маншу під владою одного суверена сприяло розвитку англо-нормандської торгівлі. З Руана до країни імпортувались, в основному, вина та м’ясо дельфінів — улюблені ласощі короля й аристократії. Найкращі вина надходили в Англію з французьких портів Біскайської затоки.
Морська міжнародна торгівля перебувала, головним чином, в руках іноземних купців. Однак вже у XI — першій половині XII століттях англійські судна періодично з’являлись у водах Середземного моря: у 1097 році англійський флот захопив місто Лаодікея й забезпечив підвезення продовольства хрестоносцям під час облоги Антіохії; у 1102 році «англійський пірат» Гудрік надав допомогу королю Балдуїну I у битві при Рамле; у 1147 році англійці звільнили від маврів Лісабон. Відомості про митну систему вкрай нечіткі й не дозволяють говорити про існування у цей період державної політики з обкладення податками товарів, що ввозились і вивозились.

## Культура

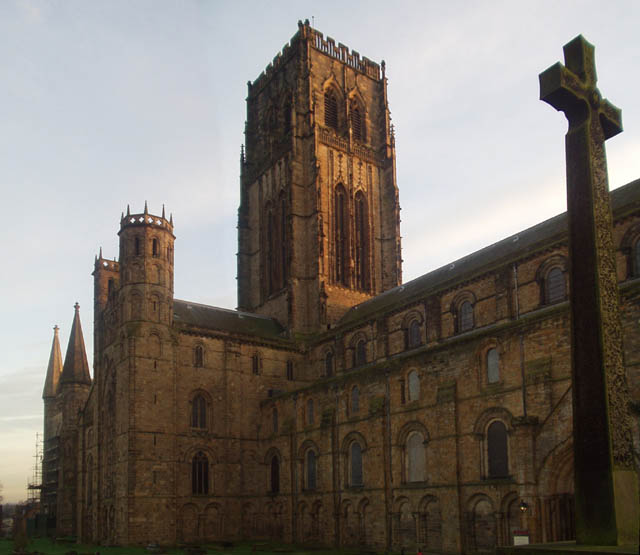
Даремський собор

Реформування церкви Англії після нормандського завоювання дозволило країні більш активно включитись до загальноєвропейських процесів відродження цікавості до латинської спадщини й формування схоластичної філософії. Школи у цей період знаходились цілковито під контролем єпископів та монастирів, однак у них вже викладались науки класичного тривіуму та квадривіуму, а освіта у деяких з них досягла відносно високого рівня. Орієнтирами для англійської просвіти були монастирські школи Бека наприкінці XI століття, Лана на початку XII століття і, трохи згодом, Парижа, з якими підтримувались досить тісні зв’язки. Найбільшою фігурою англійської просвіти англонормандського періоду та одним із засновників середньовічної схоластики був Іоанн Солсберійський (пом. 1180 року), ученик Абеляра. Поступово зростав престиж англійських навчальних закладів, а у 1117 році було засновано Оксфордський університет, що став головним центром вищої освіти у країні. Почалось ознайомлення з арабською наукою, й через арабські переклади — з давньогрецькою культурою (Аделард Батський, Роберт Честерський). В Англії було введено класичне канонічне право, з’явились курси римського цивільного права. Інтелектуальне відродження XII століття посилило інтерес до історії. Після нормандського завоювання в Англії вперше на зміну часописам прийшли аналітичні історичні роботи, серед авторів яких особливо виділялись Вільям Малмсберійський, Ордерік Віталий, Джеффрі Монмутський, Генріх Гантінгдонський. У цей самий час був завершений Англосаксонський часопис, останні тексти якого вже писались латиною.

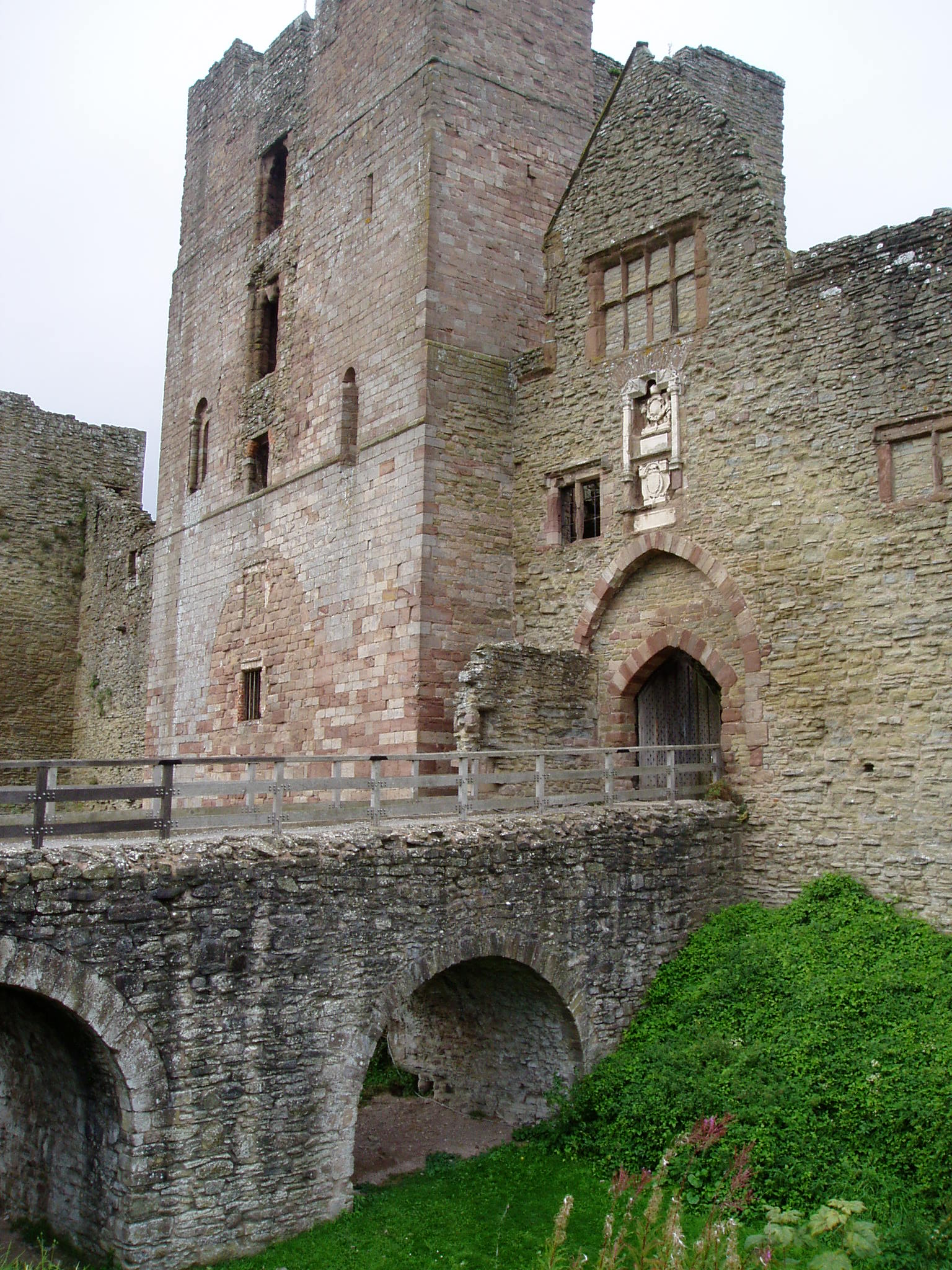
Замок Лудлоу

Однією з найважливіших особливостей культури цього періоду було співіснування двох етно-соціальних спільнот в рамках єдиної держави. Знищення англосаксонської аристократії в результаті завоювання та заміщення її ноормандцями, що розмовляли нормандським діалектом французької мови призвело до витіснення давньоанглійської мови. 
В архітектурі склався особливий англонормандський стиль, що панував на обох берегах Ла-Маншу наприкінці XI—XII столітті й був однією з найяскравіших течій романської архітектури Північної Європи. Найбільш яскраво він проявився під час будівництва культових споруд, таких як Даремський та Вінчестерський собори, або церква у Кілпеку, Гемпшир, що збереглась дотепер. На зміну примітивним замкам мот-і-бейлі часів завоювання, на початку XII століття прийшли міцніші кам’яні фортеці (Тауер Лондона, замок Лудлоу у Шропширі).